# Роберт Хубер
 Роберт Хубер (на немски: Robert Huber) е немски химик, носител на Нобелова награда за химия през 1988 година „за определянето на тримерната структура на реакционния център при фотосинтезата“.

## Биография
Роден е на 20 февруари 1937 година в Мюнхен, Германия. От 2005 е изследовател в Университета Дуйсбург-Есен.

## Признание
- 2012 – Доктор хонорис кауза на БАН[1].
- 1988 – Нобелова награда за химия.